# 조너선 프레이크스
조너선 프레이크스(Jonathan Frakes, 1952년 8월 19일 ~ )는 미국의 배우이자 영화 감독이다.

## 출연 작품
- 스타트렉7
- 스타트렉9